# BBT (프로게이머)
BBT(본명: 황규범, 1990년 6월 8일~ )는 대한민국의 전직 리그 오브 레전드 프로게이머이다. 프로게임단 지도자로도 활동했다. 선수 시절 아이디는 Valentine이며 2021년 이후로는 BBT라는 아이디를 사용한다. 현역 시절 포지션은 미드라이너였다. 현재 KT 롤스터 2군팀의 코치를 맡고 있다.

## 선수 시절
2012년 5월, MVP 레드에 입단하면서 프로 커리어를 시작했다.
2012년 10월, BBT에 입단했다. 2012-2013 윈터 시즌 챔피언스 예선에서 탈락했으며 NLB에는 12강에 올랐다.

## 지도자 생활
2019년 3월, 킹존 드래곤 X의 아카데미 팀 코치로 부임했다.
2020년 2월, KT 롤스터의 아카데미 팀 코치로 부임했다. 2021시즌을 앞두고 2군 코치로 승격되었다.

## 수상 내역

### 지도자
- LCK 아카데미 시리즈 2020 11월 대회 우승